# Placostylus eddystonensis
Placostylus eddystonensis е вид коремоного от семейство Bothriembryontidae. Видът е световно застрашен, със статут Уязвим.

## Разпространение
Разпространен е в Нова Каледония.